# 교문앞병아리
교문앞병아리는 박수창, 백종혁, 송혜진으로 구성되어 있는 대한민국의 3인조 인디밴드 혼성 그룹이다. 염세주의적이고 자조적인 가사를 쓰는 것이 특징이다.